# グローバル・マカティFC
グローバル・マカティFC（英: Global Makati Football Club）は、フィリピン・マニラ首都圏のマカティをホームタウンとするサッカークラブ。

## 歴史
タクロバンのサッカー愛好家が週末に余暇活動としてプレーするクラブとして2000年3月に創設された。やがてLaos FCの名義でマニラなどで行われる選手権に参加するようになった。2009年に鉄道会社のCEOを務めるダン・パルミがオーナーとなり「グローバルFC」に改名した。
フィリピン・フットボールリーグが発足した2017年、本拠地をセブに移転し「グローバル・セブFC」に改称。同年はセブ市スポーツセンターをホームとして使用した。
2017年末、ダン・パルミに代わってAlvin Carranzaが新オーナーとなる。しかしクラブはたちまち財政危機に陥り、2018年半ばにはオーナーがMark Jarvisに代わった。2018年はリサール・メモリアル・スタジアムをホームとして使用した。
2019年はフィリピン・プレミアリーグの参加を見送った。その後フィリピン・フットボールリーグが復活し、グローバルは本拠地をマカティに移転してリーグに参加したが、財政難のためシーズン途中で棄権して最下位でシーズンを終えた。
しかし2020年1月に香港のコンソーシアムMazinyi Managementの出資を受けて再びフィリピン・フットボールリーグへの復帰を決めた。クラブは元ロサンゼルス・ギャラクシー、元アメリカU-23代表のホセ・ヴィラレアルやマンチェスター・ユナイテッドFCのアカデミー出身でポール・ポグバやジェシー・リンガードと過ごした経歴を持つガーナ人ストライカーのジョン・コフィーらを加入させた。

## タイトル
- ユナイテッド・フットボールリーグ 優勝 (3) : 2012, 2014,2016
- UFLカップ 優勝 (1) : 2010-11
- ユナイテッド・フットボールリーグ・ディヴィジョン2 優勝 (1) : 2009-10

## アジアでの成績
| 年度 | 大会                  | ラウンド  | 対戦クラブ                         | ホーム | アウェー | 合計 |
| ---- | --------------------- | --------- | ---------------------------------- | ------ | -------- | ---- |
| 2013 | AFCプレジデンツカップ | グループB | イェージンFC                       | 5-0    | 5-0      | 3位  |
| 2013 | AFCプレジデンツカップ | グループB | KRL FC                             | 0-2    | 0-2      | 3位  |
| 2013 | AFCプレジデンツカップ | グループB | FCドルドイ・ビシュケク             | 1-6    | 1-6      | 3位  |
| 2013 | シンガポール・カップ  | 予選      | ウォリアーズFC                     | 2-0    | 2-0      |      |
| 2013 | シンガポール・カップ  | 準々決勝  | ブルネイDPMM FC                    | 5-4    | 5-4      |      |
| 2013 | シンガポール・カップ  | 準決勝    | タンジョン・パガー・ユナイテッドFC | 3-4    | 3-4      |      |
| 2013 | シンガポール・カップ  | 3位決定戦 | バレスティア・カルサFC             | 0-1    | 0-1      |      |
| 2014 | シンガポール・カップ  | 予選      | ブルネイDPMM FC                    | 0-7    | 0-7      |      |
| 2015 | AFCカップ             | グループG | 南華足球隊                         |        |          |      |
| 2015 | AFCカップ             | グループG | パハンFA                           |        |          |      |
| 2015 | AFCカップ             | グループG | TBD                                |        |          |      |

## 現所属メンバー
2016年2月13日現在
注：選手の国籍表記はFIFAの定めた代表資格ルールに基づく。
| No. | Pos. |                      | 選手名                     |
| --- | ---- | -------------------- | -------------------------- |
| 1   | GK   | フィリピン           | パトリック・デイト         |
| 2   | MF   | カメルーン           | セルゲ・カオレ             |
| 3   | MF   | フィリピン           | マシュー・ハートマン       |
| 4   | MF   | フィリピン           | ジョン・カナヤマ           |
| 5   | DF   | フィリピン           | ロクシー・ドーラス         |
| 6   | DF   | トリニダード・トバゴ | シーン・バトー             |
| 7   | MF   | フィリピン           | オミッド・ナザリ           |
| 8   | MF   | フィリピン           | デニス・ビラヌエバ         |
| 9   | MF   | フィリピン           | ミサグ・バハドラン()       |
| 10  | FW   | スーダン             | イゼルディン・エル・ハビブ |
| 11  | DF   | フィリピン           | 佐藤大介                   |
| 12  | DF   | フィリピン           | アマニ・アギナルド         |
| 13  | FW   | イラン               | ミラド・ベフガンドム       |

| No. | Pos. |                  | 選手名                             |
| --- | ---- | ---------------- | ---------------------------------- |
| 14  | MF   | 日本             | 嶺岸光                             |
| 15  | DF   | フィリピン       | リチャード・タラロク・ジュニア     |
| 17  | DF   | フィリピン       | オイ・クラリーニョ                 |
| 19  | MF   | フィリピン       | パオロ・サレンガ                   |
| 22  | GK   | フィリピン       | フロレンシオ・バデリッチ・ジュニア |
| 23  | GK   | フィリピン       | ニック・オドンネル                 |
| 25  | DF   | セルビア         | ミラン・ニコリッチ                 |
| 35  | MF   | フィリピン       | マーク・ウィンホッファー           |
| 39  | MF   | フィリピン       | パオロ・ブガス                     |
| 45  | FW   | コートジボワール | アーサー・クアシ                   |
| 42  | DF   | フィリピン       | マルコ・カサンベ                   |
| 63  | DF   | フィリピン       | ジェリー・バーバソ                 |

## 歴代所属選手
- 星出悠 2011-2015
- 嶺岸光
- 佐藤大介 2014 -
- 柳川雅樹 2015
- 鈴木規郎 2015
- 大友慧 2015